# Raúl Asencio (football, 2003)
Pour les articles homonymes, voir Raúl Asencio.
Raúl Asencio del Rosario, plus communément appelé Raúl Asencio, né le 13 février 2003 à Las Palmas (îles Canaries), est un footballeur international espagnol qui évolue au poste de défenseur central au Real Madrid.

## Biographie
Asencio intègre le centre de formation du Real Madrid à l'âge de treize ans,.
Dès 2023, Asencio joue avec l'équipe réserve du Real Madrid, le Real Madrid Castilla, où il est considéré comme l'un des joueurs les plus importants de l'équipe. Le 9 novembre 2024, il fait ses débuts en Liga avec le Real Madrid, entrant en jeu lors d'une victoire 4-0 contre le CA Osasuna.
En novembre 2024, il joue son premier match de Ligue des champions en tant que titulaire contre Liverpool FC à Anfield (défaite 2-0),.
En 2025, il est convoqué pour jouer avec l'équipe première d'Espagne.[réf. nécessaire]

## Affaire judiciaire
En septembre 2023, Raul Asencio est mis en examen pour des faits de pornographie enfantine. L'enquête, ouverte suite à une plainte déposée le 18 septembre 2023 par la mère d'une jeune fille mineure au moment des faits, porte sur la diffusion présumée d'enregistrements à caractère sexuel impliquant cette mineure et une autre jeune femme avec certains joueurs. Bien qu'il ne soit pas accusé d'avoir participé aux actes sexuels eux-mêmes, Asencio est soupçonné d'avoir enregistré et fait circuler ces vidéos sans le consentement des jeunes femmes. En février 2025, sa demande de classement sans suite de l'affaire est rejetée, et il demeure mis en examen aux côtés de trois autres joueurs,.
En mai 2025, le tribunal d'instruction de San Bartolomé de Tirajana confirme la procédure pénale contre Raul Asencio et trois de ses anciens coéquipiers de la réserve du Real Madrid (Ferran Ruiz, Juan Rodriguez et Andrés Garcia), ouvrant la voie à un procès. Ils sont accusés d'avoir enregistré et diffusé, en juin 2023, des vidéos à caractère sexuel d'une mineure de 16 ans sans son consentement, faits qui se seraient déroulés dans une boîte de nuit des îles Canaries. Les chefs d'accusation retenus comprennent la « divulgation de secrets sans consentement et violation de la vie privée », la « distribution et transmission à des tiers de vidéos sans avertissement ou consentement des parties lésées » et l'« utilisation de mineurs à des fins pornographiques et possession de matériel pédopornographique »,.

## Statistiques

### En club
| Saison                | Club                  | Championnat           | Championnat | Championnat | Championnat | Coupe(s) nationale(s) | Coupe(s) nationale(s) | Coupe(s) nationale(s) | Supercoupe | Supercoupe | Supercoupe | Compétition(s) continentale(s) | Compétition(s) continentale(s) | Compétition(s) continentale(s) | Compétition(s) continentale(s) | Coupe du monde des clubs | Coupe du monde des clubs | Coupe du monde des clubs | Autres compétitions | Autres compétitions | Autres compétitions | Autres compétitions | Total | Total | Total |
| Saison                | Club                  | Division              | M.          | B.          | P.d.        | M.                    | B.                    | P.d.                  | M.         | B.         | P.d.       | Comp.                          | M.                             | B.                             | P.d.                           | M.                       | B.                       | P.d.                     | Comp.               | M.                  | B.                  | P.d.                | M.    | B.    | P.d.  |
| 2023-2024             | Real Madrid Castilla  | Primera Federación    | 34          | 0           | 0           | -                     | -                     | -                     | -          | -          | -          | -                              | -                              | -                              | -                              | -                        | -                        | -                        | -                   | -                   | -                   | -                   | 34    | 0     | 0     |
| 2024-2025             | Real Madrid Castilla  | Primera Federación    | 11          | 0           | 0           | -                     | -                     | -                     | -          | -          | -          | -                              | -                              | -                              | -                              | -                        | -                        | -                        | -                   | -                   | -                   | -                   | 11    | 0     | 0     |
| Sous-total            | Sous-total            | Sous-total            | 45          | 0           | 0           | -                     | -                     | -                     | -          | -          | -          | -                              | -                              | -                              | -                              | -                        | -                        | -                        | -                   | -                   | -                   | -                   | 45    | 0     | 0     |
| 2024-2025             | Real Madrid           | Liga                  | 23          | 0           | 1           | 6                     | 0                     | 0                     | 2          | 0          | 0          | C1                             | 10                             | 0                              | 1                              | 4                        | 0                        | 0                        | CIC                 | 1                   | 0                   | 0                   | 46    | 0     | 2     |
| Total sur la carrière | Total sur la carrière | Total sur la carrière | 68          | 0           | 1           | 6                     | 0                     | 0                     | 2          | 0          | 0          | -                              | 10                             | 0                              | 1                              | 4                        | 0                        | 0                        | -                   | 1                   | 0                   | 0                   | 91    | 0     | 2     |